# Активатор (люминесценция)
Актива́тор (от лат. activus — активный, деятельный) — следовая примесь в кристаллической структуре, атомы которой служат центром люминесценции в кристаллах фотолюминофоров и сцинтилляторов.
Лишь небольшая часть атомов, называемых центрами люминесценции, непосредственно испускает фотоны. Этими центрами служат дефекты кристаллической структуры: атомы активаторов, вакансии и прочие. Длина волны испускаемого центром люминесценции света зависит от типа атома, его электронной конфигурации (соответственно, и от степени окисления атома примеси), кристаллического окружения. 
Активаторы увеличивают время затухания люминесценции. Однако существуют добавки, способные ускорять затухание. 

## Примеры активаторов
- Сульфид цинка с добавлением меди активно используется при производстве фофоресцирующих материалов и электронно-лучевых трубок; характеризуется большим временем затухания и зелёным свечением[1]. Для модификации кристаллической структуры сульфида цинка также прибегают к добавкам серебра, золота, марганца и некоторых других.
- Алюминат стронция с добавлением европия(II) излучает применяется в производстве люминофоров с высоким временем затухания[2][3].